# Kanton Caen-9
Der Kanton Caen-9 war von 1982 bis 2015 ein französischer Wahlkreis im Arrondissement Caen, im Département Calvados und in der damaligen Region Basse-Normandie. Er bestand aus den Stadtteilen Guérinière, Vaucelles und Sainte Thérèse der Stadt Caen. Die landesweiten Änderungen in der Zusammensetzung der Kantone brachten im März 2015 seine Auflösung. Vertreter im Generalrat des Départements war zuletzt seit 1994 (wiedergewählt 2008) Gilles Déterville. 